# Conseil départemental des Alpes-de-Haute-Provence
Le conseil départemental des Alpes-de-Haute-Provence est l'assemblée délibérante du département français des Alpes-de-Haute-Provence, collectivité territoriale décentralisée. Son siège se trouve à Digne-les-Bains.

## Présidence
La présidente du conseil départemental des Alpes-de-Haute-Provence est Éliane Barreille depuis le 1er juillet 2021.

### Liste des présidents
| Période                            | Période                      | Identité                                                           | Étiquette                        | Étiquette                        |
| Président du conseil général       | Président du conseil général | Président du conseil général                                       | Président du conseil général     | Président du conseil général     |
| ---------------------------------- | ---------------------------- | ------------------------------------------------------------------ | -------------------------------- | -------------------------------- |
| 24 août 1840                       |                              | Bienvenu-Victorien François Secret (de) Jassaud (baron de Thorame) |                                  |                                  |
| 1871                               | 1875                         | Joseph Michel                                                      |                                  |                                  |
| 1876                               | 1878                         | Charles Cotte                                                      |                                  |                                  |
| 1881                               | 1885                         | Oswald Bouteille                                                   |                                  |                                  |
| 1885                               | 1886                         | Marius Soustre                                                     |                                  |                                  |
| 1886                               | 1890                         | Louis Andrieux                                                     |                                  |                                  |
| 1890                               | 1899                         | Georges Cogordan                                                   |                                  |                                  |
| 1899                               | 1906                         | Paul Delombre                                                      |                                  |                                  |
| 1906                               | 1907                         | Gustave Hubard                                                     |                                  |                                  |
| 1907                               | 1908                         | Léon Honnorat                                                      |                                  |                                  |
| 1908                               | 1909                         | Camille Pélissier                                                  |                                  |                                  |
| 1909                               | 1910                         | Jean-Baptiste Malon                                                |                                  |                                  |
| 1910                               | 1911                         | André Honnorat                                                     |                                  |                                  |
| 1911                               | 1912                         | Xavier Massot                                                      |                                  |                                  |
| 1912                               | 1913                         | Adrien Roux                                                        |                                  |                                  |
| 1913                               | 1914                         | Camille Pélissier                                                  |                                  |                                  |
| 1914                               | 1915                         | Charles Romieu                                                     |                                  |                                  |
| 1915                               | 1916                         | André Honnorat                                                     |                                  |                                  |
| 1916                               | 1917                         | Raoul Angles                                                       |                                  |                                  |
| 1917                               | 1918                         | Léon Honnorat                                                      |                                  |                                  |
| 1918                               | 1919                         | Pierre de Courtois                                                 |                                  |                                  |
| 1919                               | 1920                         | Justin Joseph Barou                                                |                                  |                                  |
| 1921                               | 1924                         | André Honnorat                                                     |                                  |                                  |
| 1925                               | 1940                         | Pierre de Courtois                                                 |                                  |                                  |
| 1940                               | 1945                         | Vacant (conseil général dissout)                                   | Vacant (conseil général dissout) | Vacant (conseil général dissout) |
| 1945                               | 1959                         | Ernest Borrely                                                     |                                  | Radical                          |
| 1959                               | 1983                         | Claude Delorme                                                     |                                  | SFIO                             |
| 1983                               | 1985                         | Héloïs Castor                                                      |                                  | PS                               |
| 1985                               | 1985                         | Roger Vial                                                         |                                  | Divers droite                    |
| 1985                               | 1988                         | Ernest Don                                                         |                                  | PS                               |
| 1988                               | 1992                         | Maurice Boniface                                                   |                                  | UDF                              |
| 1992                               | 1998                         | Pierre Rinaldi                                                     |                                  | RPR                              |
| 1998                               | 2012                         | Jean-Louis Bianco                                                  |                                  | PS                               |
| 2012                               | 2015                         | Gilbert Sauvan                                                     |                                  | PS                               |
| Président du conseil départemental |                              |                                                                    |                                  |                                  |
| 2015                               | 2017                         | Gilbert Sauvan                                                     |                                  | PS                               |
| 2017                               | 2017                         | Nathalie Ponce-Gassier (par intérim)                               |                                  | PS                               |
| 2017                               | 2021                         | René Massette                                                      |                                  | PS                               |
| 2021                               | en cours                     | Éliane Barreille                                                   |                                  | LR                               |

## Les vice-présidents
- Depuis le 29 septembre 2017[6]:

| Poste | Conseiller départemental | Conseiller départemental | Parti | Délégation                                                                   |
| ----- | ------------------------ | ------------------------ | ----- | ---------------------------------------------------------------------------- |
| 1er   |                          | Nathalie Ponce-Gassier   | PS    | Déléguée aux collèges, au numérique, à la jeunesse et la langue provençale   |
| 2e    |                          | Pierre Pourcin           | PS    | Délégué à l’agriculture, la forêt et l’électrification rurale                |
| 3e    |                          | Geneviève Primaterra     | PS    | Déléguée aux ressources humaines, l’administration générale et le patrimoine |
| 4e    |                          | Jean-Christophe Pétrigny | PS    | Délégué aux finances et au tourisme                                          |
| 5e    |                          | Brigitte Reynaud         | PS    | Déléguée à la culture, l’insertion et le logement                            |
| 6e    |                          | Jacques Brès             | LR    | Délégué à la politique de l’eau                                              |
| 7e    |                          | Isabelle Morineau        | LR    | Déléguée au sport et à la coopération décentralisée                          |
| 8e    |                          | Jérôme Dubois            | PS    | Délégué aux contractualisations et politiques territoriales et à l’Europe    |
| 9e    |                          | Clotilde Berki           | UDI   | Déléguée aux musées départementaux                                           |

## Les conseillers départementaux
Le conseil départemental des Alpes-de-Haute-Provence comprend 30 conseillers départementaux issus des 15 cantons des Alpes-de-Haute-Provence.
| Parti                                | Sigle | Sigle | Élus | Groupes              |
| ------------------------------------ | ----- | ----- | ---- | -------------------- |
| Majorité (20 sièges)                 |       |       |      |                      |
| Les Républicains                     |       | LR    | 19   | Avenir 04            |
| Union des démocrates et indépendants |       | UDI   | 1    | Avenir 04            |
| Minorité (2 sièges)                  |       |       |      |                      |
| La République en marche              |       | LREM  | 1    | Nouvel horizon 04    |
| Divers centre                        |       | DVC   | 1    | Nouvel horizon 04    |
| Opposition (8 sièges)                |       |       |      |                      |
| Divers gauche                        |       | DVG   | 4    | Opposition de Gauche |
| Parti socialiste                     |       | PS    | 3    | Opposition de Gauche |
| Parti communiste français            |       | PCF   | 1    | Opposition de Gauche |
| Présidente du Conseil départemental  |       |       |      |                      |
| Éliane Barreille (LR)                |       |       |      |                      |

## Budget

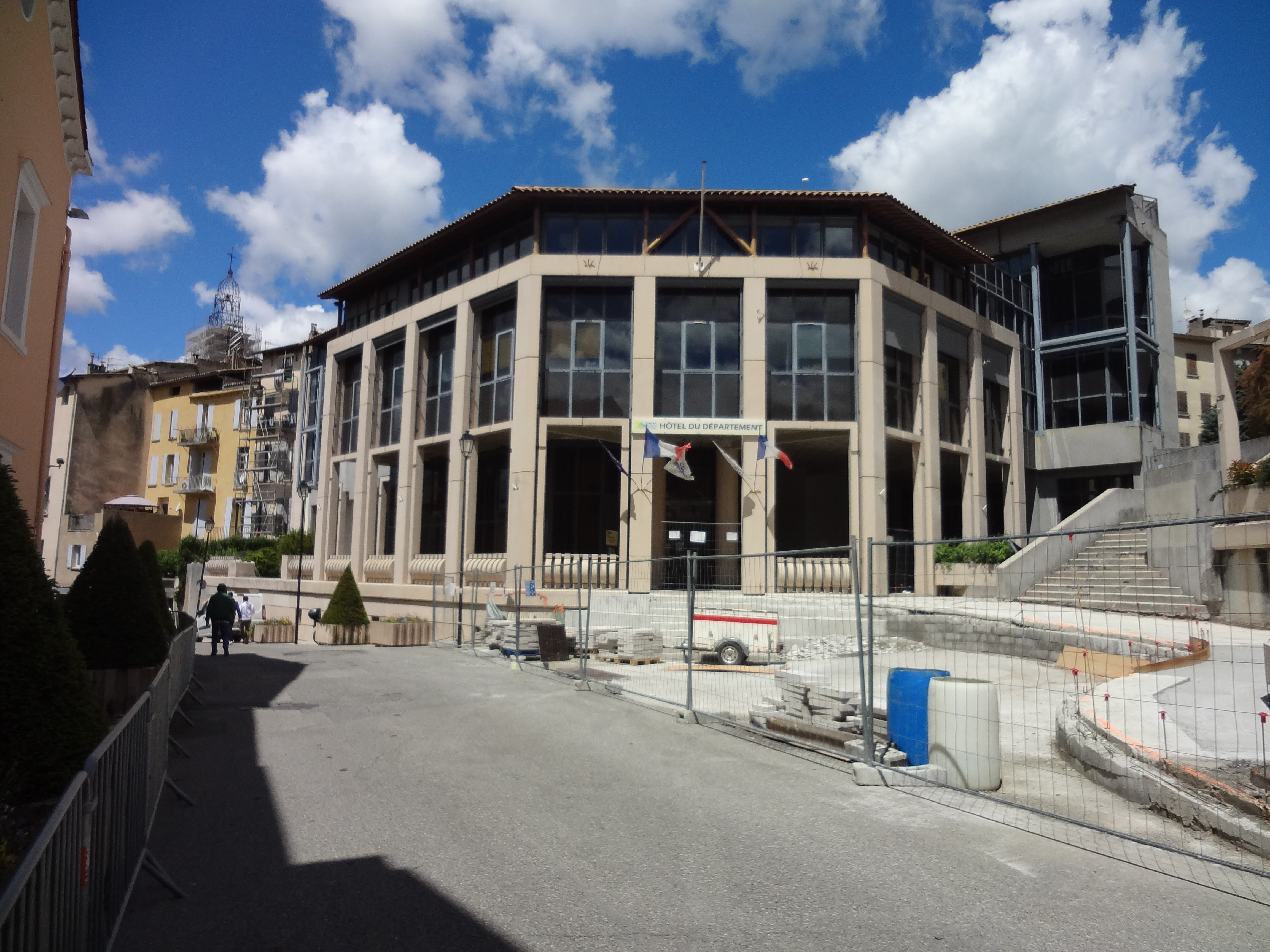
Le siège du conseil départemental.

Le conseil général des Alpes-de-Haute-Provence a en 2012 un budget de 255 millions d'euros.

## Identité visuelle

Logo des Alpes-de-Haute-Provence (conseil général) de 2008 à mars 2015
Logo des Alpes-de-Haute-Provence (conseil départemental) depuis avril 2015